# Северный дивизион (НХЛ)
Северный дивизион (англ. North Division) Национальной хоккейной лиги был сформирован в 2020 году перед сезоном 2020/21 из-за пандемии коронавируса. В состав дивизиона вошли только семь канадских клубов, что обусловленно сложностями с пересечением канадо-американской границы в условиях пандемии COVID-19.

## Состав дивизиона

### 2020—2021
- Ванкувер Кэнакс
- Виннипег Джетс
- Калгари Флэймз
- Монреаль Канадиенс
- Оттава Сенаторз
- Торонто Мейпл Лифс
- Эдмонтон Ойлерз

#### Изменения
- Калгари Флэймз, Эдмонтон Ойлерз, Ванкувер Кэнакс переведены из Тихоокеанского дивизиона;
- Монреаль Канадиенс, Оттава Сенаторз, Торонто Мейпл Лифс переведены из Атлантического дивизиона;
- Виннипег Джетс переведён из Центрального дивизиона.

## Победители дивизиона
2020/21 — Торонто Мейпл Лифс